# Coras (genre)
Pour les articles homonymes, voir Coras.
Genre
Coras est un genre d'araignées aranéomorphes de la famille des Agelenidae.

## Répartition
Les espèces de ce genre se rencontrent aux États-Unis, au Canada et en Corée du Sud.

## Liste des espèces
Selon World Spider Catalog (version 20.5, 29/07/2019) :
- Coras aerialis Muma, 1946
- Coras alabama Muma, 1946
- Coras angularis Muma, 1944
- Coras cavernorum Barrows, 1940
- Coras furcatus Muma, 1946
- Coras juvenilis (Keyserling, 1881)
- Coras kisatchie Muma, 1946
- Coras lamellosus (Keyserling, 1887)
- Coras medicinalis (Hentz, 1821)
- Coras montanus (Emerton, 1890)
- Coras parallelis Muma, 1944
- Coras perplexus Muma, 1946
- Coras seorakensis Seo, 2014
- Coras taugynus Chamberlin, 1925
- Coras tennesseensis Muma, 1946

## Systématique et taxinomie
Le genre Coras a été décrit par l'arachnologiste français Eugène Simon en 1898, son espèce type est Coras medicinalis,.

## Publication originale
- Simon, 1898 : Histoire naturelle des araignées. Paris, vol. 2, p. 193-380 (texte intégral).